# Blechnum glandulosum
Blechnum glandulosum là một loài dương xỉ trong họ Blechnaceae. Loài này được Kaulf. ex Link mô tả khoa học đầu tiên năm 1822.

## Hình ảnh

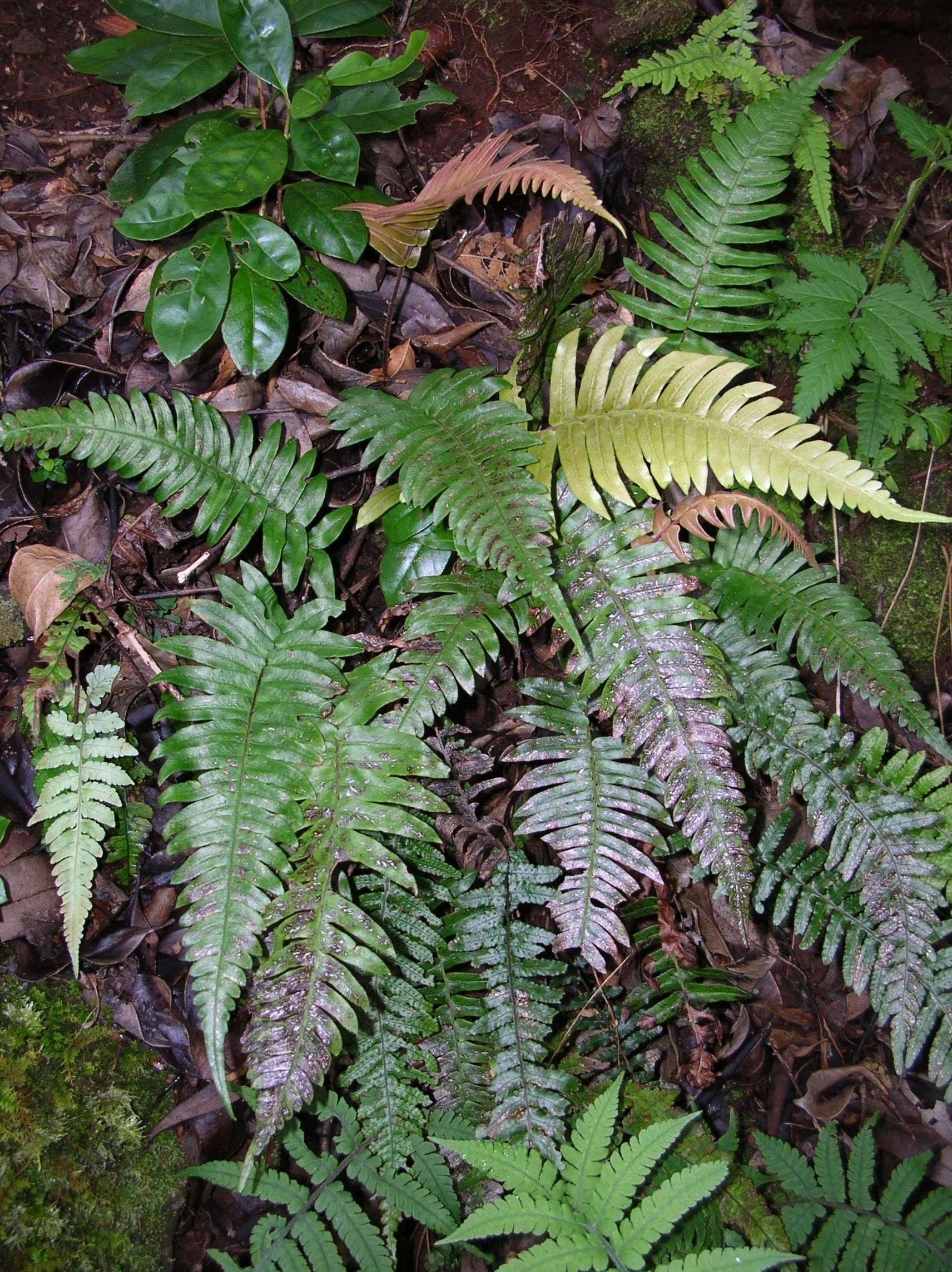